# Oskár Ferianc
Oskár Ferianc (8. červenec 1905, Cerovo – 16. červenec 1987, Bratislava)
byl slovenský přírodovědec, entomolog - dipterolog, ornitolog, významný autor mnoha vědeckých publikací, které byly vydány na Slovensku, ale i mimo jeho území.

## Život
Po skončení základní školy a gymnázia v Banské Štiavnici, kde maturoval v roce 1924, pokračoval ve studiu na Přírodovědecké fakultě Karlovy univerzity v Praze. Po jejím absolvování v roce 1931 působil jako středoškolský profesor v Rimavské Sobotě, ve Zvolenu a v Turčianských Teplicích. V roce 1940 nastoupil na nově zřízenou Přírodovědeckou fakultu Univerzity Komenského v Bratislavě. Zde byl v roce 1943 jmenován jejím prvním profesorem zoologie a jeho celý další život byl již úzce spjat s touto institucí.
Už od dětství zajímal o holuby. Tento jeho koníček ho přivedl k zájmu o ornitologii. Významnou měrou přispěl k budování vědeckých pracovišť v oblasti zoologie a vychoval mnoha odborných a vědeckých pracovníků. Ve své vědecké práci se soustředil na základní výzkum ptáků a savců. Nepřehlédnutelný je jeho podíl na tvorbě slovenské odborné zoologické terminologie.

## Ocenění
V roce 1991 se stal nositelem Řádu Tomáše Garrigua Masaryka IV. třídy in memoriam.